# José Nicolau

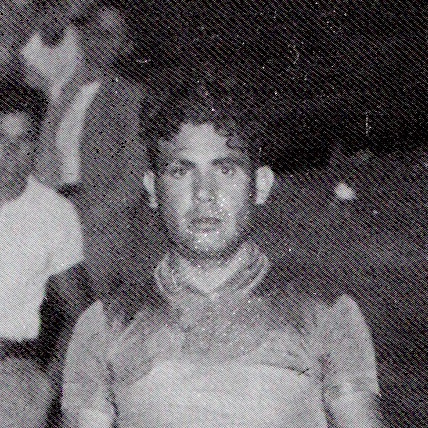
José Nicolau

José Nicolau Balaguer (* 2. Februar 1908 in Lloret de Vistalegre; † 19. November 1934 in Palma de Mallorca) war ein spanischer Radrennfahrer und nationaler Meister im Radsport.

## Sportliche Laufbahn
Nicolau (auch Josep Nicolau) siegte in der nationalen Meisterschaft im Sprint 1934. Bei den Meisterschaften der Balearen im Bahnradsport gewann er mehrere Titel in den 1930er Jahren.
Im Straßenradsport gewann er 1930 zwei Etappen der Vuelta a la Comunidad Valenciana. 1932 siegte er in Vuelta a Mallorca. 1934 konnte er diesen Erfolg wiederholen und gewann drei Etappen in dem Rennen. In der Katalonien-Rundfahrt war er auf einem Tagesabschnitt erfolgreich. In der Trofeo Masferrer wurde er 1934 Zweiter hinter Isidro Fugueras. Von 1929 bis 1934 war er als Berufsfahrer aktiv. Er verunglückte tödlich bei einem Sturz auf der Radrennbahn von Palma de Mallorca.